# ویکتوریا، گرنادا
ویکتوریا، گرنادا (به لاتین: Victoria) یک منطقهٔ مسکونی در گرنادا است که در Saint Mark Parish, Grenada واقع شده‌است. ویکتوریا ۱۵۵ متر بالاتر از سطح دریا واقع شده‌است.